# Alice Pennefather
Pour les articles homonymes, voir Pennefather.
Alice Edith Wilhelmina Patterson épouse Pennefather (née le 16 octobre 1903 à Singapour, morte le 24 février 1983 dans la même ville) est une sportive singapourienne dans différents sports: le badminton, le hockey sur gazon, le netball et le tennis. En 2016, elle est intronisée au Temple de la renommée des femmes de Singapour, choisie par le Conseil des organisations de femmes de Singapour.

## Premières années
Alice Patterson est d'origine japonaise et écossaise. Elle fait ses études à la Raffles Girls' School et n'a aucun intérêt particulier pour le sport jusqu'à ce qu'elle rencontre en 1918 Lancelot Maurice Pennefather, un sportif polyvalent. Sous la direction de Lancelot, elle se lance d'abord dans le badminton, puis élargit son curriculum vitae sportif pour inclure le hockey sur gazon, le netball et le tennis.

## Carrière sportive
Pennefather rejoint le Girls' Sports Club en 1930 et s'impose rapidement comme la meilleure joueuse de badminton de l'équipe. Elle remporte l'Open de Singapour en simple féminin en 1931, 1932, 1934 et 1937. En 1931, elle remporte également le titre en double féminin, avec Maude Lewis, et en 1947 et 1951, elle remporte le double mixte. Elle remporte également le championnat de tennis féminin de Singapour en 1936, 1937 et 1938 ; elle est la première non-européenne à remporter ce titre.
Pennefather joue au hockey sur gazon pour le Girls' Sports Club, dont l'équipe est formée en 1930. Elle est la capitaine de l'équipe de 1931 à 1958 (sauf pendant l'occupation japonaise de Singapour de 1941 à 1945).
Elle est également une joueuse de netball introduit à Singapour par le Raffles Girls' School.
En raison de ses succès sportifs et de sa longévité, elle est communément surnommée « la grande vieille dame du sport ».

## Vie privée
Elle épouse Lancelot Maurice Pennefather, joueur de football puis de hockey sur gazon singapourien, en 1919, alors qu'elle a 16 ans ; ils ont deux fils, Percy et Ashton. Percy sera capitaine de Singapour au Hockey sur gazon aux Jeux olympiques d'été de 1956 et sa petite-fille Annabel sera la première femme au Conseil national olympique de Singapour et la première femme présidente de la Fédération de hockey sur gazon de Singapour. Lorsqu'Annabel reçoit le titre de "Femme de l'année" de Her World en 2004, elle parle de sa grand-mère comme de « son modèle pour la vie » et d'une « femme sportive forte ».
Alice Pennefather célèbre son 60e anniversaire de mariage en 1979, alors qu'elle est toujours chef de section chez Shaw's Rentals. Pennefather meurt le 24 février 1983, environ six mois après la mort de son mari en juin 1982.

## Commémoration
En 1980, lors des célébrations du 50e anniversaire du Girls' Sports Club (GSC), Pennefather est nommée « membre joueuse exceptionnelle du GSC ».
En 2016, elle est intronisée au Temple de la renommée des femmes de Singapour à titre posthume pour ses contributions significatives au sport féminin à Singapour.
En 2019, elle est l'objet d'un billet commémoratif de 20 dollars singapouriens.